# Rainer Schütterle
Rainer Schütterle (Kehl, 21 marzo 1966) è un dirigente sportivo ed ex calciatore tedesco, di ruolo centrocampista.